# Dāvids Veiss
Dāvids Teodors Veiss (* 22. September 1879 in Valgunde; † 15. Juni 1961 in Minneapolis, Vereinigte Staaten) war ein russischer Sportschütze und lettischer Militär. 

## Karriere
Dāvids Veiss war von 1905 und 1917 Offizier bei der Armee des Russischen Kaiserreichs. Er nahm bei den Olympischen Spielen 1912 an vier Schießwettkämpfen teil, konnte jedoch keine Medaille gewinnen.
Während des Ersten Weltkriegs geriet Veiss in deutsche Kriegsgefangenschaft. Danach diente Veiss bei der lettischen Armee. Er ging 1932 als Oberstleutnant in Pension. Während des Zweiten Weltkriegs floh er nach Deutschland und zog später in die Vereinigten Staaten, wo er 1961 in Minneapolis starb.